# Бордяну, Валериу
Вале́риу Йо́нуц Бордя́ну (рум. Valeriu Ionuț Bordeanu; 2 февраля 1977, Ботошани, Румыния) — румынский футболист, защитник; тренер.

## Карьера
Заниматься футболом начал в родном городе Ботошани, играл за местный клуб «Меканекс». Профессиональную карьеру начал в 1995 году в клубе «Чахлэул» из города Пьятра-Нямц, в составе которого дебютировал в чемпионате Румынии 13 декабря 2005 года в матче против клуба «Оцелул» из города Галац. Всего за «Чахлэул» провёл 9 матчей.
В 1996 году перешёл в клуб «Буковина» из города Сучава, за который выступал до 1997 года, проведя за это время 13 матчей. С 1997 по 1999 год выступал за клуб «Политехника» из города Яссы, в составе которого сыграл в 9 матчах. В 1999 году пополнил состав бухарестского клуба «Стяуа», за который выступал с перерывами до 2003 года, сыграл 40 матчей, в которых забил 1 мяч. В 2001, 2002 и 2003 годах выступал на правах аренды за клуб «Бакэу» из одноимённого города, за который за эти годы в сумме сыграл 33 матча и забил 1 мяч.
В 2003 году перешёл в бухарестский «Рапид», в составе которого играл до 2004 года, провёл 21 матч и забил 1 гол. Летом 2004 года переехал в Россию, где 30 июля был официально заявлен в состав «Кубани», в которую перешёл на правах аренды до конца 2004 года. В составе «Кубани» дебютировал уже на следующий день, 31 июля, в матче розыгрыша Кубка России, а в Высшем дивизионе дебютировал 15 августа, в выездном матче 19-го тура в Москве против местного «Динамо», в котором «Кубань» одержала победу со счётом 1:0. Однако закрепиться в основном составе «Кубани» не смог, сыграл в Премьер-лиге ещё только один раз и провёл 8 матчей за дубль. В конце года руководство «Кубани» приняло решение не продлевать отношения с Валериу, поэтому он вернулся домой, в Румынию.
В 2005 году перешёл в клуб «Университатя» из города Крайова, где тоже не закрепился, провёл всего 7 матчей, после чего, в том же году, вернулся в ясскую «Политехнику», за которую уже играл ранее, в этот раз выступал за неё до 2007 года, провёл 45 матчей. Летом 2007 года перешёл в клуб «Униря», в составе которого дебютировал 2 августа в выездном матче против клуба «Глория» из Бистрицы, игра завершилась со счётом 2:2. В 2008 году, вместе с командой, дошёл до финала Кубка Румынии, в котором, однако, «Униря» проиграла со счётом 1:2 клубу ЧФР из города Клуж-Напока.
В сентябре 2010 подписал контракт с бухарестским «Динамо», за которое отыграл 23 матча. По окончании сезона отправился в команду родного города «Ботошани», выступающую во втором по силе дивизионе Румынии.

## Достижения
«Рапид Бухарест»
- Обладатель Суперкубка Румынии: 2003

«Униря Урзичени»
- Чемпион Румынии: 2008/09
- Финалист Кубка Румынии: 2007/08

«Ботошани»
- Победитель Второй лиги Румынии: 2012/13